# Temnora spiritus
Temnora spiritus är en fjärilsart som beskrevs av Holland 1893. Temnora spiritus ingår i släktet Temnora och familjen svärmare. Inga underarter finns listade i Catalogue of Life.